# Ариел (сериал)
„Ариел“ (на английски: Ariel) е американски анимационен сериал, продуциран от „Уайлд Канари Анимейшън“. Вдъхновен от приказката „Малката русалка“ на Ханс Кристиан Андерсен, едноименния анимационен филм на „Дисни“ през 1989 г. и игралния римейк през 2023 г., сериалът се излъчва премиерно по „Дисни Джуниър“ на 27 юни 2024 г.

## Актьорски състав и герои

### Главни герои
- Ариел (озвучена от Микал-Мишел Харис), 8-годишна русалка, която живее в подводното царство Атлантика.[3]
- Цар Тритон (озвучен от Тай Дигс), бащата на Ариел, братът на Урсула и цар на Атлантика.[3]
- Урсула (озвучена от Амбър Райли), морска вещица, сестра на Тритон и леля на Ариел.[3]
- Лучия (озвучена от Елизабет Феникс Каро), приятелка на Ариел.[3]
- Фърни (озвучен от Круз Флату), приятелка на Ариел.[3]
- Флаундър (озвучен от Грейсън Нютън), приятел на Ариел.[3]

### Второстепенни герои
- Себастиан (озвучен от Кевин Майкъл Ричардсън), кралски композитор и приятел на Ариел.[2]
- Рави (озвучен от Парвеш Чийна)[2]
- Айана (озвучена от Дейна Нийт), сестра близначка на Алана and Ariel's older sister.[2]
- Алана (озвучена от Джесика Микейла), сестра близначка на Айана and Ariel's older sister.[2]
- Кристина Кътълс (озвучена от Alanna Ubach)[2][4]
- Акуатика (озвучена от Ивет Никол Браун)[2]
- Нави (озвучена от Мелиса Виласеньор)[2]
- Делфино (озвучена от Рон Фънчес)[2]
- Танти Шантал (озвучена от Дани Уошингтън)[2]

### Гостуващи роли
- Сепия (озвучен от Парвеш Чийна)[5]
- Херцогът на Рибите клоуни (озвучен от Джеф Бенет)[6]
- Хермес (озвучена от Гари Антъни Уилямс)[6]
- Джуълс (озвучена от Амари Маккой)[7]
- Кламила (озвучена от Сомали Роуз)[8]

## В България
В България сериалът започва излъчване по локалната версия на „Дисни Джуниър“ на 29 юни 2024 г. Дублажът е нахсинхронен в студио „Александра Аудио“.